# ユーゴスラビア・ディナール
ディナール(динар/dinar)とは、3つのユーゴスラビア（ユーゴスラビア王国、ユーゴスラビア社会主義連邦共和国、ユーゴスラビア連邦共和国）の通貨。ディナールの補助単位はパラ（пара/para）で、1ディナールは100パラ。

## 言語
連邦が崩壊した1990年初頭までは、ユーゴスラビアには4つの公用語があった。各言語での表記は以下の通り。
| 言語         | 通貨名                                  | 単数形      | 複数形 (2)    | 複数形 (5+)   |
| ------------ | --------------------------------------- | ----------- | ------------- | ------------- |
| クロアチア語 | Jugoslavenski dinar                     | dinar       | dinara        | dinara        |
| マケドニア語 | Југословенски динар                     | динар       | динари        | динари        |
| スロベニア語 | Jugoslovanski dinar                     | dinar       | dinarja       | dinarjev      |
| セルビア語   | Југословенски динар Jugoslovenski dinar | динар dinar | динара dinara | динара dinara |

Note:スラヴ語派では複数名詞が複雑である。この表に示したものは代表例であり、詳しい文法は「複数形」などを参照。

## デノミネーション
ディナールはその歴史の中で常に高いインフレーションに悩まされ続けた通貨であり、通貨単位を切り下げるデノミネーションが1944年以降の50年と1ヶ月の間に6回も行われ、うち5回が1990年 - 1994年のハイパーインフレーション時に行われている。8つのディナールには、それぞれ異なった名前（俗称）とISO 4217コードが与えられている。
| Date          | 変換レート(新=旧)          | ISOコード | 俗称                                                                               |
| ------------- | -------------------------- | --------- | ---------------------------------------------------------------------------------- |
| 1944年11月    | -                          | YUF       | Federativna Dinar（連邦ディナール）                                                |
| 1966年1月1日  | 1 = 100                    | YUD       | Hard Dinar（ハードディナール）                                                     |
| 1990年1月1日  | 1 = 10,000                 | YUN       | Markoviće Dinare（マルコヴィッチディナール） Konvertibilni Dinar（兌換ディナール） |
| 1992年7月1日  | 1 = 10                     | YUR       | Reformirani Dinar（改正ディナール）                                                |
| 1993年10月1日 | 1 = 1,000,000              | YUO       | Listopadski Dinar（十月ディナール）                                                |
| 1994年1月1日  | 1 = 1,000,000,000          | YUG       | Siječanjski Dinar（一月ディナール）                                                |
| 1994年1月24日 | 1 = 1 DEM (1 = 12,000,000) | YUM       | Novi Dinar（新ディナール）                                                         |

## 歴史

### 1918年の（セルビア）ディナール, YUS, 1918 - 1941
ディナールは、元々セルビアで使用されていた通貨だった。1918年にセルボ・クロアート・スロヴェーヌ王国が成立すると、クローネ（1ディナール = 4クローネ）と共にクロアチア、スロベニア、ボスニア・ヘルツェゴビナに流通することになった。セルボ・クロアート・スロヴェーヌ王国の名で硬貨と紙幣発行されたのは1920年からで、それまではセルビア王国の硬貨と紙幣が流通していた。1929年には国号がユーゴスラビアに変わり、通貨に書かれる名前も改められた。
1931年、為替レートが1アメリカ・ドル = 56.4ディナールと定められた。このレートは、1933年には44ディナールに変更された。1937年、旅行者向け為替レート250ディナール = 1イギリス・ポンドが確立された。
1941年に、ユーゴスラビアはナチス・ドイツからの侵攻を受け解体、クロアチア独立国やセルビア救国政府（いずれもナチスの傀儡国家）が独立を宣言。ディナールは再びセルビアのみでの通貨となり、クロアチア、ボスニア・ヘルツェゴビナ地域ではディナールと等価のクーナが発行され、ユーゴスラビアを占領したブルガリアのレフ、イタリアのリラ、ドイツのライヒスマルクもこれらの地域で流通した。

### 1944年の（連邦）ディナール, YUF, 1944 - 1965
1944年、ユーゴスラビアが3年にわたる解放戦争の末に独立を回復すると、セルビア・ディナール、クーナや占領国の通貨に代わって、第二のユーゴスラビア・ディナールが登場した。交換レートは、1ユーゴスラビア・ディナール = 20セルビア・ディナール = 40クーナ。ユーゴスラビアは社会主義国で唯一となる国際通貨基金（IMF）の創設メンバーとなり、1945年5月には、1米ドル = 50ディナールの固定レートが設定されたものの、レートが維持されることはなく、1955年に1米ドル = 300ディナールに切り下げられた。その後複数為替相場制を導入し、貿易商品の品目ごとに1米ドル = 600〜1150ディナールまで約200種類もの為替レートが設定された。この複数為替相場制は1961年に廃止され、1米ドル = 750ディナールの単一の固定レートとなった。

### 1966年の（ハード）ディナール, YUD, 1966 - 1989
1966年1月1日、通貨が100分の1に切り下げられ、レートも1米ドル = 12.5ディナールに調整された。この通貨はヨシップ・ブロズ・チトーが主導する経済モデルの下、約30年間にわたってユーゴスラビアの経済的繁栄を支えたが、その経済モデルは様々な非効率的要因から対外債務の増加という副作用を伴った。それ故にその価値は決して安定していたわけではなく、切り下げ直後から1970年代まで年5 - 25%のインフレーションに悩まされた。そしてチトーが死去した後の1980年代には各構成共和国の間で発生した経済政策を巡る対立から統一された金融政策が行えずインフレ率の上昇が急激に加速し、1987年には168%、1988年には240%、そして1989年には2565%にまで上昇、ハイパーインフレーションに陥った。
その為、大口の決済や貯蓄（外貨預金）といった用途ではディナールの代わりに基軸通貨のドイツマルクが使われることが多く、1988年にはユーゴスラビア国内の全貯蓄の62％をドイツマルク等の外貨が占めていた。

### 1990年の（兌換）ディナール, YUN, 1990 - 1992
1990年1月1日に二度目の通貨切り下げが行われ、通貨が1万分の1に切り下げられた。アンテ・マルコヴィッチ（Ante Marković）首相の経済改革によりハイパーインフレは奇跡的に食い止められ、1マルク = 7ディナールの固定相場制を導入した。ただ、その1年後の1991年1月1日には1マルク = 9ディナールに、4月には1マルク = 13ディナールに切り下げられた。
この頃、構成国の多くは様々な政治的・経済的軋轢を理由にユーゴスラビア社会主義連邦共和国から脱退してそれぞれの独自通貨を発行しようとしていた。1991年、セルビアのスロボダン・ミロシェヴィッチ大統領は約18億ドル相当の紙幣の濫発を独断で強行した。これによりディナールは再び急速なインフレーションに転じ、1991年12月には実勢レートが1マルク = 60〜85ディナールまで悪化した。しかし、これにセルビアは「スロベニアとクロアチアが大量のユーゴスラビア・ディナール紙幣を外貨への両替目的で（中央銀行を介さずに）セルビアの市場に流入させ、1990年比で約1.9倍にも上るマネーサプライの増大を引き起こしたことが原因である」と反論している。
こうした構成国間の軋轢が元となり、1991年末から1992年にかけて6つの共和国のうち4国（スロベニア、クロアチア、北マケドニア、ボスニア・ヘルツェゴビナ）が独立を宣言して独自の通貨を発行し始め、ユーゴスラビアもこれに対応した緊急の貨幣を発行した。こうして、「ユーゴスラビア社会主義連邦共和国」の国号で発行された貨幣は1991年末に全て姿を消した。

#### 後継通貨
| 国名                     | 通貨       | ISOコード | 切替日         | 価値                           |
| ------------------------ | ---------- | --------- | -------------- | ------------------------------ |
| スロベニア               | トラール   | SIT       | 1991年10月8日  | 1 SIT = 1 YUN                  |
| クロアチア               | ディナール | HRD       | 1991年12月23日 | 1 HRD = 1 YUN                  |
| 北マケドニア             | デナール   | MKD       | 1992年4月26日  | 1 MKD = 1 YUN                  |
| ボスニア・ヘルツェゴビナ | ディナール | BAD       | 1992年7月      | 1 BAD = 10 YUN (1 BAD = 1 YUR) |

また、紛争時のクロアチアのセルビア人勢力支配地域やボスニア・ヘルツェゴビナのセルビア人勢力支配地域では、それぞれユーゴスラビア・ディナールと等価のクライナ・ディナールとスルプスカ・ディナールが発行された。

### 1992年の（改正）ディナール, YUR, 1992 - 1993
3回目の通貨切り下げは、1992年7月1日に行われ、通貨が10分の1に切り下げられた。この頃からユーゴスラビア紛争勃発に伴う経済状況の悪化や大国からのさまざまな制裁処置により通貨価値の裏付けが困難になり、ハイパーインフレーションが始まった。
このディナールは崩壊後のユーゴスラビア連邦共和国の中央銀行から発行された。

### 1993年の（十月）ディナール, YUO, 1993
4回目の通貨切り下げは、1993年の10月1日に行われ、通貨が100万分の1に切り下げられた。このデノミでもハイパーインフレーションは収束せず、通貨は3ヶ月しか持たなかった。

### 1994年のディナール, YUG, 1994
5回目の通貨切り下げは、1994年1月1日に行われ、通貨が10億分の1に切り下げられた。この通貨は、ユーゴスラビア・ディナールの中で最も早く下落し、わずか24日で交換された。

### ノヴィ・ディナール, YUM, 1994 - 2003
1994年1月24日、ノヴィ・ディナール（キリル文字:нови динар, нових динара。ノヴィは「新」の意味）が登場した。これはディナール通貨の切り下げではなく、ドイツ・マルクと等価で固定された全く別の通貨であるとしていた。ノヴィ・ディナールの登場した日、ドイツ・マルクと1994年のディナールの相場は1 マルク = 1337万3454ディナールだった。新通貨に固定されていないにもかかわらず、1994年のディナールの相場は下落せず、大体 1YUM = 1200万YUG だった。ちなみに、1966年のディナールと比較すると、1 YUM = 1200𥝱 (1.2×1027) YUDである。「ノヴィ」は2000年に外された。

### 終焉
1999年11月6日、モンテネグロはユーゴスラビア・ディナールに加えてドイツ・マルクも法定通貨だと決定した。2000年11月13日には、ディナールは法定通貨から外れドイツ・マルクが唯一の法定通貨となった。2003年、ユーゴスラビアが消滅し、最後までユーゴスラビア・ディナールを使用していたセルビアがセルビア・ディナール（ユーゴスラビア・ディナールと等価）に切り替え、ユーゴスラビア・ディナールの歴史は幕を閉じた。末期の1ディナールは初期の120,000,000,000,000,000,000,000,000,000ディナール(12穣)。

## 硬貨

### 1918年のディナール
1920年、セルボ・クロアート・スロヴェーヌ王国の名の刻まれた硬貨（5、10、25パラ）が初めて鋳造され、1922年から発行された。1925年には50パラ、1、2ディナール硬貨が登場した。1931年からは硬貨に「ユーゴスラビア」の名が刻まれた10、20、50ディナール硬貨が登場した。
| 画像                          | 額面         | 材質    | 直径(mm) | 重さ(g) | 表面                                  | 裏面                               | 発行年    |
| ----------------------------- | ------------ | ------- | -------- | ------- | ------------------------------------- | ---------------------------------- | --------- |
| sr:File:5 пара из 1920.png    | 5パラ        | 亜鉛    | 18.8     | 2.6     | 額面数字                              | ユーゴスラビア王国の国章           | 1922-1931 |
| sr:File:10 пара из 1920.png   | 10パラ       | 亜鉛    | 20.85    | 3.15    | 額面数字                              | ユーゴスラビア王国の国章           | 1922-1931 |
| sr:File:25 пара из 1920.gif   | 25パラ       | 白銅    | 24       | 5.7     | 額面数字                              | ユーゴスラビア王国の国章           | 1922-1938 |
| sr:File:50 пара из 1925.jpg   | 50パラ       | 白銅    | 18       | 2.5     | アレクサンダル1世と国名（キリル文字） | 王冠と額面（キリル文字）           | 1925-1938 |
| sr:File:1 динар из 1925.jpg   | 1ディナール  | 白銅    | 23       | 4.92    | アレクサンダル1世と国名（キリル文字） | 王冠と額面（キリル文字）           | 1925-1938 |
|                               | 2ディナール  | 白銅    | 27       | 10      | アレクサンダル1世と国名（キリル文字） | 王冠と額面（キリル文字）           | 1925-1938 |
| sr:File:10 динара из 1931.jpg | 10ディナール | 銀(50%) | 24       | 7       | アレクサンダル1世と国名（ラテン文字） | ユーゴスラビア王国の国章（小紋章） | 1931-1938 |
| sr:File:20 динара из 1931.jpg | 20ディナール | 銀(50%) | 31       | 14      | アレクサンダル1世と国名（ラテン文字） | ユーゴスラビア王国の国章（小紋章） | 1931-1938 |
| sr:File:50 динара из 1932.jpg | 50ディナール | 銀(75%) | 36       | 23.3    | アレクサンダル1世と国名（キリル文字） | ユーゴスラビア王国の国章（小紋章） | 1932-1938 |

1938年、国内の大規模な造幣施設が稼働を始め、25（穴あき）、50パラ、1、2、10ディナールと小型の20、50ディナール銀貨が発行された。これらは第二次世界大戦前に発行された最後の硬貨である。
| 画像                          | 額面         | 材質             | 直径(mm) | 重さ(g) | 表面                            | 裏面                               | 発行年    |
| ----------------------------- | ------------ | ---------------- | -------- | ------- | ------------------------------- | ---------------------------------- | --------- |
| sr:File:25 пара из 1938.jpg   | 25パラ       | アルミニウム青銅 | 20       | 2.5     | 額面（ラテン文字）              | 王冠と国名（キリル文字）           | 1938-1942 |
| sr:File:50 пара из 1938.jpg   | 50パラ       | アルミニウム青銅 | 18       | 2.1     | 額面（ラテン文字）              | 王冠と国名（キリル文字）           | 1939-1942 |
|                               | 1ディナール  | アルミニウム青銅 | 21       | 3.5     | 額面（ラテン文字）              | 王冠と国名（キリル文字）           | 1938-1942 |
| sr:File:2 динара из 1938.jpg  | 2ディナール  | アルミニウム青銅 | 24.5     | 4.9     | 額面（ラテン文字）              | 王冠と国名（キリル文字）           | 1939-1942 |
| sr:File:10 динара из 1938.jpg | 10ディナール | ニッケル         | 23       | 5       | ペータル2世と国名（キリル文字） | 王冠と額面                         | 1938-1942 |
| sr:File:20 динара из 1938.jpg | 20ディナール | 銀(75%)          | 27       | 9       | ペータル2世と国名（ラテン文字） | ユーゴスラビア王国の国章（小紋章） | 1939-1942 |
| sr:File:50 динара из 1938.jpg | 50ディナール | 銀(75%)          | 31       | 15      | ペータル2世と国名（キリル文字） | ユーゴスラビア王国の国章（小紋章） | 1939-1942 |

### 1944年のディナール
1945年、50パラ、1、2、5ディナール硬貨が発行された。
| 画像                      | 額面        | 材質 | 直径(mm) | 重さ(g) | 表面 | 裏面                 | 発行年    |
| ------------------------- | ----------- | ---- | -------- | ------- | ---- | -------------------- | --------- |
| sr:File:50 пара 1945.jpg  | 50パラ      | 亜鉛 | 18       | 2       | 額面 | ユーゴスラビアの国章 | 1945-1956 |
| sr:File:1 динар 1945.jpg  | 1ディナール | 亜鉛 | 20       | 3       | 額面 | ユーゴスラビアの国章 | 1945-1956 |
| sr:File:2 динара 1945.jpg | 2ディナール | 亜鉛 | 22       | 4.1     | 額面 | ユーゴスラビアの国章 | 1945-1956 |
| sr:File:5 динара 1945.jpg | 5ディナール | 亜鉛 | 26.5     | 6       | 額面 | ユーゴスラビアの国章 | 1945-1956 |

1953年にこれらはアルミニウム製に切り替わり、1955年に10、20、50ディナールが加わった。1963年に国名・国章の変更が反映された。
| 画像                       | 額面         | 材質             | 直径(mm) | 重さ(g) | 表面                           | 裏面                 | 発行年    |
| -------------------------- | ------------ | ---------------- | -------- | ------- | ------------------------------ | -------------------- | --------- |
| sr:File:50 пара 1953.jpg   | 50パラ       | アルミニウム     | 17.4     | 0.6     | 額面                           | ユーゴスラビアの国章 | 1953-1965 |
|                            | 1ディナール  | アルミニウム     | 19.8     | 0.9     | 額面                           | ユーゴスラビアの国章 | 1953-1965 |
| sr:File:2 динара 1953.jpg  | 2ディナール  | アルミニウム     | 22.2     | 1.3     | 額面                           | ユーゴスラビアの国章 | 1953-1965 |
| sr:File:5 динара 1953.jpg  | 5ディナール  | アルミニウム     | 24.6     | 1.6     | 額面                           | ユーゴスラビアの国章 | 1953-1965 |
|                            | 10ディナール | アルミニウム青銅 | 21       | 3       | イネをもつ農民の女性、額面     | ユーゴスラビアの国章 | 1955-1965 |
| sr:File:20 динара 1955.jpg | 20ディナール | アルミニウム青銅 | 23.2     | 3.93    | 歯車と労働者の男性、額面       | ユーゴスラビアの国章 | 1955-1965 |
|                            | 50ディナール | アルミニウム青銅 | 25.5     | 6       | 労働者の男女、イネと歯車、額面 | ユーゴスラビアの国章 | 1955-1965 |

### 1966年のディナール
1966年、5、10、20、50パラ、1ディナールが発行された。1971年には2、5ディナール、1976年には10ディナールが発行された。
| 画像 | 額面         | 材質             | 直径(mm) | 重さ(g) | 表面 | 裏面                 | 発行年    |
| ---- | ------------ | ---------------- | -------- | ------- | ---- | -------------------- | --------- |
|      | 5パラ        | アルミニウム青銅 | 16       | 1.5     | 額面 | ユーゴスラビアの国章 | 1965-1981 |
|      | 10パラ       | アルミニウム青銅 | 21       | 3       | 額面 | ユーゴスラビアの国章 | 1965-1981 |
|      | 20パラ       | アルミニウム青銅 | 23.2     | 4       | 額面 | ユーゴスラビアの国章 | 1965-1981 |
|      | 50パラ       | アルミニウム青銅 | 25.5     | 6       | 額面 | ユーゴスラビアの国章 | 1965-1981 |
|      | 1ディナール  | 白銅             | 21.8     | 3.8     | 額面 | ユーゴスラビアの国章 | 1965-1973 |
|      | 1ディナール  | 洋白             | 21.8     | 4       | 額面 | ユーゴスラビアの国章 | 1973-1981 |
|      | 2ディナール  | 洋白             | 24.5     | 4.9     | 額面 | ユーゴスラビアの国章 | 1971-1981 |
|      | 5ディナール  | 洋白             | 27.5     | 6.9     | 額面 | ユーゴスラビアの国章 | 1971-1981 |
|      | 10ディナール | 洋白             | 30       | 9.8     | 額面 | ユーゴスラビアの国章 | 1976-1981 |

インフレーションが進行した1981年、20パラ以下の硬貨が発行停止され、1982年に新たに25パラ硬貨とサイズ・材質を変更した50パラ～10ディナール硬貨が発行された。1985年には20、50、100ディナール硬貨が発行された。
| 画像 | 額面          | 材質         | 直径(mm) | 重さ(g) | 表面 | 裏面                 | 発行年    |
| ---- | ------------- | ------------ | -------- | ------- | ---- | -------------------- | --------- |
|      | 25パラ        | マンガン青銅 | 17       | 2.3     | 額面 | ユーゴスラビアの国章 | 1982-1985 |
|      | 50パラ        | マンガン青銅 | 19       | 2.85    | 額面 | ユーゴスラビアの国章 | 1982-1985 |
|      | 1ディナール   | 洋白         | 20       | 3.6     | 額面 | ユーゴスラビアの国章 | 1982-1985 |
|      | 2ディナール   | 洋白         | 22       | 4.4     | 額面 | ユーゴスラビアの国章 | 1982-1985 |
|      | 5ディナール   | 洋白         | 24       | 5.5     | 額面 | ユーゴスラビアの国章 | 1982-1985 |
|      | 10ディナール  | 洋白         | 23       | 5.2     | 額面 | ユーゴスラビアの国章 | 1982-1988 |
|      | 20ディナール  | 洋白         | 25       | 6.55    | 額面 | ユーゴスラビアの国章 | 1985-1988 |
|      | 50ディナール  | 洋白         | 27       | 7.57    | 額面 | ユーゴスラビアの国章 | 1985-1988 |
|      | 100ディナール | 洋白         | 29       | 8.9     | 額面 | ユーゴスラビアの国章 | 1985-1988 |

その後もインフレーションは急速に悪化し、1985年には10ディナール未満の硬貨が発行停止され、1988年に更に小型化された10、20、50、100ディナール硬貨が発行された。これらの硬貨はハイパーインフレーションにより僅か一年足らずで価値を失った。
| 画像                        | 額面          | 材質 | 直径(mm) | 重さ(g) | 表面 | 裏面                 | 発行年    |
| --------------------------- | ------------- | ---- | -------- | ------- | ---- | -------------------- | --------- |
|                             | 10ディナール  | 洋白 | 17       | 2.6     | 額面 | ユーゴスラビアの国章 | 1988-1989 |
|                             | 20ディナール  | 洋白 | 19       | 3.2     | 額面 | ユーゴスラビアの国章 | 1988-1989 |
|                             | 50ディナール  | 洋白 | 21       | 4       | 額面 | ユーゴスラビアの国章 | 1988-1989 |
| sr:File:100 динара 1988.jpg | 100ディナール | 洋白 | 24.1     | 5.5     | 額面 | ユーゴスラビアの国章 | 1988-1989 |

### 1990年のディナール

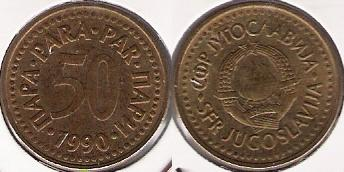
1990年発行の50パラ硬貨

1990年、10、20、50パラ、1、2、5ディナール硬貨が発行される。しかし、1ディナール以下の硬貨は1991年に、2、5ディナール硬貨は1992年に発行停止された。
| 額面        | 材質 | 直径(mm) | 重さ(g) | 表面 | 裏面                 | 発行年    |
| ----------- | ---- | -------- | ------- | ---- | -------------------- | --------- |
| 10パラ      | 黄銅 | 18       | 3.13    | 額面 | ユーゴスラビアの国章 | 1990-1991 |
| 20パラ      | 黄銅 | 20       | 3.8     | 額面 | ユーゴスラビアの国章 | 1990-1991 |
| 50パラ      | 黄銅 | 22       | 4.6     | 額面 | ユーゴスラビアの国章 | 1990-1991 |
| 1ディナール | 洋白 | 24       | 6       | 額面 | ユーゴスラビアの国章 | 1990-1991 |
| 2ディナール | 洋白 | 26       | 6.9     | 額面 | ユーゴスラビアの国章 | 1990-1992 |
| 5ディナール | 洋白 | 27.5     | 8.7     | 額面 | ユーゴスラビアの国章 | 1990-1992 |

### 1992年のディナール
1992年、1、2、5、10、50ディナールが発行された。5ディナールまでは黄銅、10、50ディナールは洋白である。硬貨にはユーゴスラビアと刻まれていた（ラテンアルファベットでJugoslavija、キリル文字でЈугославија）他は、装飾のない酷く簡単なものだった。

### 1993年のディナール
1993年、1、2、5、10、50、100ディナールが発行された。これらは全て洋白製である。500ディナール硬貨も鋳造されたが、発行されなかった。これらの硬貨は、"FR Yugoslavia"（ラテンアルファベットでSR Jugoslavija、キリル文字でСР Југославија）の表記と八角形の装飾が刻まれていた以外、5番目のディナールとよく似ていた。

### 1994年のディナール
超短期間しか用いられなかったこのディナールでは、1ディナール黄銅貨が発行されたのみである。

### ノヴィ・ディナール
1994年、1、5、10、50パラ、1ノヴィ・ディナールが発行された。インフレーションに伴い、複数回の改訂（サイズ縮小、材質変更など）を行った。
| 額面                | 材質 | 直径(mm) | 重さ(g) | 表面 | 裏面                         | 発行年    |
| ------------------- | ---- | -------- | ------- | ---- | ---------------------------- | --------- |
| 1パラ               | 黄銅 | 17.1     | 2.8     | 額面 | ユーゴスラビア国立銀行のロゴ | 1994      |
| 5パラ               | 黄銅 | 21       | 4.3     | 額面 | ユーゴスラビア国立銀行のロゴ | 1994-1995 |
| 5パラ               | 黄銅 | 17       | 2.78    | 額面 | ユーゴスラビア国立銀行のロゴ | 1996      |
| 10パラ              | 洋白 | 18       | 3.38    | 額面 | ユーゴスラビア国立銀行のロゴ | 1994      |
| 10パラ              | 黄銅 | 19       | 3.38    | 額面 | 新ユーゴスラビアの国章       | 1995-1998 |
| 50パラ              | 洋白 | 20       | 3.8     | 額面 | ユーゴスラビア国立銀行のロゴ | 1994      |
| 50パラ              | 黄銅 | 21       | 4.28    | 額面 | 新ユーゴスラビアの国章       | 1995-1999 |
| 1ノヴィ・ディナール | 洋白 | 22       | 4.6     | 額面 | ユーゴスラビア国立銀行のロゴ | 1994-1995 |
| 1ノヴィ・ディナール | 洋白 | 20       | 4.1     | 額面 | 新ユーゴスラビアの国章       | 1996-1999 |

2000年には「ノヴィ」の字が除去され、新しく50パラ、1、2、5ディナールが発行された。
| 画像                      | 額面        | 材質 | 直径(mm) | 重さ(g) | 表面                             | 裏面                   | 発行年    |
| ------------------------- | ----------- | ---- | -------- | ------- | -------------------------------- | ---------------------- | --------- |
| sr:File:50 пара 2000.jpg  | 50パラ      | 黄銅 | 18       | 3.3     | 新ユーゴスラビアの国章、額面     | マイカ・セルビア       | 2000      |
|                           | 1ディナール | 洋白 | 20       | 4.4     | ユーゴスラビア国立銀行ビル、額面 | 新ユーゴスラビアの国章 | 2000-2002 |
|                           | 2ディナール | 洋白 | 22       | 5.2     | グラチャニツァ修道院、額面       | 新ユーゴスラビアの国章 | 2000-2002 |
| sr:File:5 динара 2002.jpg | 5ディナール | 洋白 | 24       | 6.3     | 国会議事堂、額面                 | 新ユーゴスラビアの国章 | 2000-2002 |

## 為替レート

### 1966年のディナール
| 年     | 対アメリカドル | 対ドイツマルク | インフレ率 |
| ------ | -------------- | -------------- | ---------- |
| 1970年 | 12.50          | 3.42           | 9.9%       |
| 1971年 | 17.00          | 5.27           | 18.0%      |
| 1972年 | 16.75          | 5.25           | 16.2%      |
| 1973年 | 15.60          | 5.90           | 21.1%      |
| 1974年 | 17.05          | 6.89           | 23.1%      |
| 1975年 | 18.00          | 6.95           | 20.8%      |
| 1976年 | 18.31          | 7.67           | 9.4%       |
| 1977年 | 18.45          | 8.58           | 13.1%      |
| 1978年 | 18.61          | 9.87           | 16.5%      |
| 1979年 | 19.16          | 11.17          | 23.1%      |
| 1980年 | 29.30          | 15.12          | 57.5%      |
| 1981年 | 41.82          | 18.41          | 35.6%      |
| 1982年 | 62.48          | 26.26          | 32.7%      |
| 1983年 | 125.67         | 45.78          | 60.1%      |
| 1984年 | 211.75         | 67.76          | 53.1%      |
| 1985年 | 312.80         | 128.38         | 75.4%      |
| 1986年 | 457.18         | 234.45         | 91.6%      |
| 1987年 | 1244.35        | 780.45         | 168.7%     |
| 1988年 | 5210.76        | 2910.29        | 240.5%     |
| 1989年 | 118,160.00     | 70,000.00      | 2565.0%    |

### 1992年のディナール
| 年月       | 対アメリカドル | 対ドイツマルク |
| ---------- | -------------- | -------------- |
| 1992年7月  | 200            | 132            |
| 1992年11月 | 750            | 475            |
| 1993年4月  | 48,000         | 29,716         |
| 1993年5月  | 90,743         | 56,608         |
| 1993年6月  | 1,870,924      | 1,100,736      |
| 1993年7月  | 19,252,973     | 11,104,528     |
| 1993年8月  | 141,650,409    | 85,013,858     |
| 1993年9月  | 456,993,998    | 283,494,398    |

### 1993年のディナール
| 年月日         | 対アメリカドル    | 対ドイツマルク    |
| -------------- | ----------------- | ----------------- |
| 1993年10月1日  | 408               | 302               |
| 1993年10月10日 | 806               | 497               |
| 1993年10月20日 | 1474              | 899               |
| 1993年11月1日  | 4051              | 2418              |
| 1993年11月10日 | 700,000           | 416,170           |
| 1993年11月20日 | 6,174,948         | 3,600,545         |
| 1993年12月1日  | 79,443,123        | 46,292,724        |
| 1993年12月10日 | 439,524,688       | 257,181,802       |
| 1993年12月20日 | 26,371,481,294    | 15,430,908,109    |
| 1993年12月31日 | 1,775,998,646,615 | 1,028,727,207,263 |

### 1994年のディナール
| 年月日        | 対アメリカドル | 対ドイツマルク |
| ------------- | -------------- | -------------- |
| 1994年1月1日  | 7144           | 4118           |
| 1994年1月10日 | 54,430         | 31,250         |
| 1994年1月12日 | 178,321        | 102,873        |
| 1994年1月15日 | 1,080,907      | 617,236        |
| 1994年1月18日 | 5,409,163      | 3,086,182      |
| 1994年1月19日 | 7,218,389      | 4,114,909      |
| 1994年1月20日 | 12,563,771     | 7,201,090      |
| 1994年1月21日 | 17,987,336     | 10,287,272     |
| 1994年1月22日 | 23,257,826     | 13,373,454     |